# 仇思達
仇思達（英語：Sze-tat Chau，1988年12月7日—），網名無敵神駒，香港時事評論員，前鑽探工程公司董事，前香港城市大學董事會成員（研究生代表）。他自稱本土派人士，並設立YouTube頻道暨網絡電台「高清本土台」及「神駒生活台」。

## 生平
仇思達於香港出生，祖籍廣東佛山市南海，2008年於香港高級程度會考在地理科取得A級成績（重讀生，他在2007年取得F級）。仇思達就讀香港城市大學。仇思達於2012年成爲香港城市大學任期一年的校董會成員研究生代表。
仇思達於香港城市大學畢業後，成為鑽探工程公司董事，興建高鐵香港段。
仇思達現於其YouTube頻道暨網絡電台「高清本土台」中定期發表時事評論，針砭時弊，包括製作直播及錄播節目《夜間熱線》，此節目風格於2019年5月前，於Facebook進行直播的時代一直以搞笑及不留情面攻擊其「政敵」為主，其立場亦偏向親近黃毓民及本土派，惟於2019年5月後推出收費計劃起，其主持風格逐漸偏向保守及立場親泛民主派，並逐步離棄其「舊益友」，使一眾「舊益友」感到被背叛。

## 重要事件

### 擔任城大校董
仇思達於2012年11月15日成爲香港城市大學校董會成員研究生代表，任期一年。2013年3月28日，他在香港城市大學舉辦「光復城大」直播論壇，質疑城大研究生會多年來財政開支欠缺監管，違憲拖選舉。仇思達稱，當年他發現大選委員會由時任幹事會擔任，認為有明顯的利益衝突，所以於民主牆貼大字報表達意見。而於選舉日前，大選委員會以有學生表達大選委員會的組成辦法對選舉會造成不公為由，宣布將選舉無限期押後。仇思達稱，城大研究生會多次用公費「舉辦蛇宴、遊船河」等，認為是「小圈子活動的活動」。他又稱，部分研究生需要上班，很少人參加這類型的活動，而由城大研究生會成立以來無評議會，財務開支欠缺監管。

### 香港眾志當選立法會事件
2016年香港立法會選舉期間，仇思達在其面書表示：「如果『香港眾志』任何一個候選人當選，我會立即離開香港，因為那代表香港極度反智，不再宜居。立此存照。」事後香港眾志羅冠聰卻以50818票，居香港島選區第二高票當選。而仇思達隨後卻表示只會短期離開香港，到日本旅遊，被一些網民質疑其走數。他及其支持者反駁，去旅行已是兌現了離開香港的承諾，並指香港不再宜居，不代表他不會在香港居住，認為批評者中文水平差勁。

### 鄭松泰錄音事件
2017年6月10日夜晚，仇思達於其網台播出熱血公民成員、香港立法會議員鄭松泰的一段錄音，在錄音中，鄭松泰稱梁頌恆和游蕙禎「應該死」，又表示他自己僞裝自己是梁頌恆和游蕙禎之友，因為大眾白癡，以為自己等人是本土派。該錄音播出後，不同派別的人在網上互相攻擊，亦有多人去鄭松泰的臉書專頁斥其「虛偽、侮辱選民」。

### 支持修訂逃犯引渡條例、二十三條立法及訂立國歌法
在2019年4月的網台節目中，仇思達表示支持香港修訂《逃犯引渡條例》、《基本法第二十三條》立法及訂立《國歌法》，並希望盡快立法。他認為就這些條例立法後對香港並沒有影響，正如澳門在《二十三條》立法後對澳門沒有影響。

### 美國總統大選
在2020年，仇在YouTube頻道（高清本土台）表態支持唐納·川普。

### 移民英國
2021年10月22日，仇在YouTube頻道（神駒生活台）透露自己已帶兩隻家貓移居英國，推翻了五年前曾於其直播節目中與前支聯會青年組常委蔡佳洋激辯時，信誓旦旦聲言「死都死喺香港」的承諾。

## 著作
- 《屹屹屹》（小明文創出版社，香港二零一七年初版）

## 外部連結
- 仇思達的Facebook專頁
- YouTube上的高清本土台頻道
- YouTube上的神駒生活台頻道